# Moldauische Akademie der Wissenschaften
Die Moldauische Akademie der Wissenschaften (rum.: Academia de Științe a Moldovei, kurz AȘM) ist eine wissenschaftliche Institution in der moldauischen Hauptstadt Chișinău. Sie ist ein führendes Zentrum der Grundlagenforschung für Natur- und Sozialwissenschaften in der Republik Moldau.

## Geschichte
Die Moldauische Akademie der Wissenschaften ging im Jahr 1961 aus der moldauischen Abteilung der Akademie der Wissenschaften der UdSSR hervor. Im Juni 1946 hatte das Präsidium der Akademie der Wissenschaften der UdSSR die Gründung einer Forschungsstation in Chișinău beschlossen. Der Leiter der Station wurde Veaceslav Volghin.

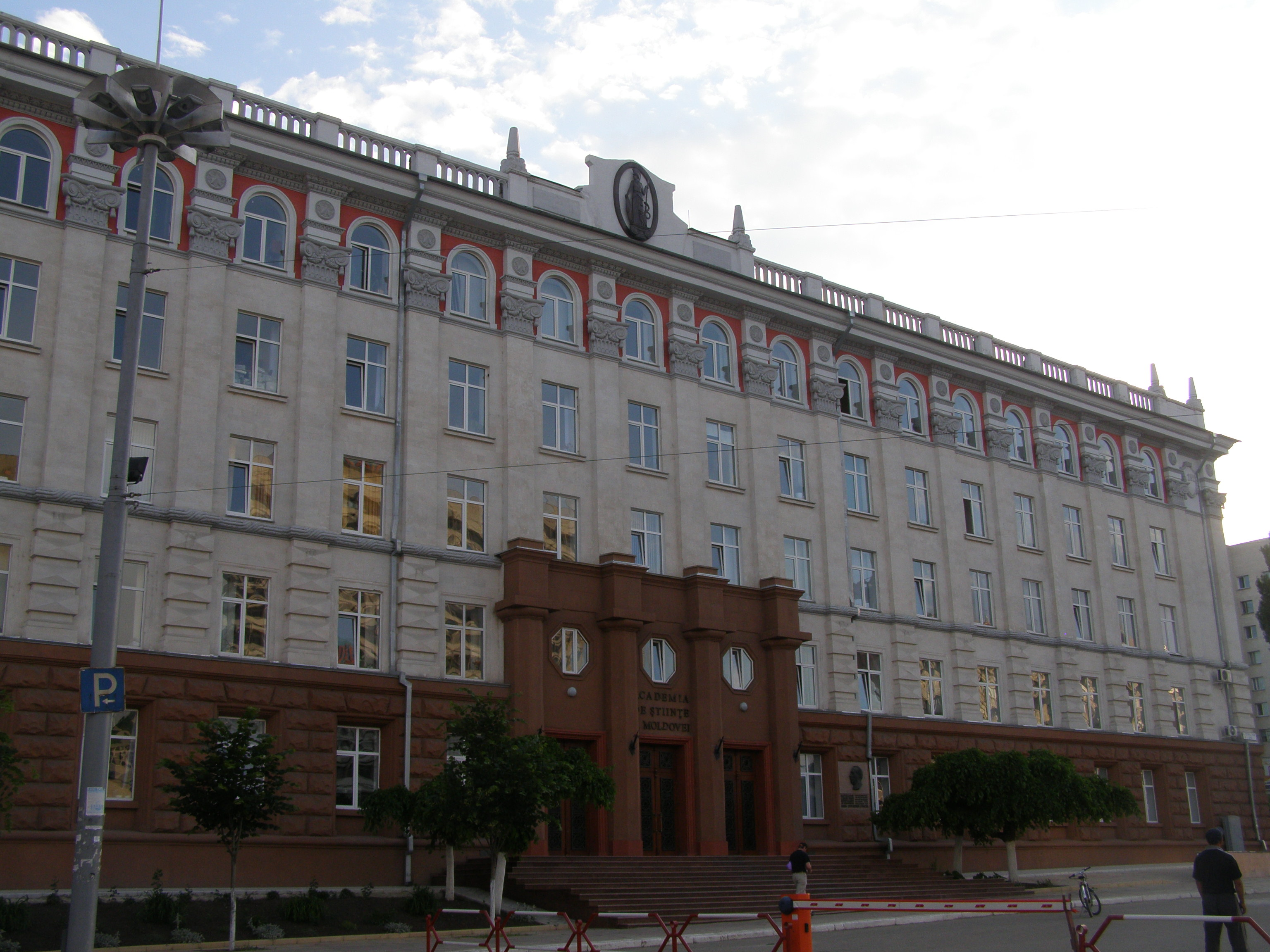
Moldauische Akademie der Wissenschaften

Im Oktober 1949 wurde die Forschungsstation in eine eigene Abteilung der Akademie umgewandelt. Die Abteilung stand ab 1954 unter der Leitung des Historikers J. S. Grosul. Wichtige Forschungsschwerpunkte waren die Agrarwissenschaft und Halbleiterphysik sowie die moldauische Sprache und Literatur. 1961 erfolgte die Gründung der eigenständigen Moldauischen Akademie der Wissenschaften. Zwischen 1970 und 1981 publizierte die Akademie acht Bände der Moldauischen Sowjetischen Enzyklopädie (Енчиклопедия советикэ молдовеняскэ).
Die Akademie hat ihren Sitz in einem Gebäude im Stadtbezirk Centru. Sie ist Mitglied des Internationalen Wissenschaftsrates und des europäischen Verbands ALLEA.